# Dionda episcopa
Dionda episcopa és una espècie de peix cipriniforme de la família dels ciprínids.

## Morfologia
Els mascles poden assolir els 7,7 cm de longitud total.

## Distribució geogràfica
Es troba als Estats Units (Texas i Nou Mèxic) i Mèxic.